# IC 2690
IC 2690 ist eine Spiralgalaxie vom Hubble-Typ S im Sternbild Löwe auf der Ekliptik. Sie ist etwa 1,5 Milliarden Lichtjahre von der Milchstraße entfernt und hat einen Durchmesser von etwa 50.000 Lichtjahren. Sie bildet am Himmel gemeinsam mit IC 2689 ein optisches Duo.

Im selben Himmelsareal befinden sich u. a. die Galaxien NGC 3623, IC 2684, IC 2694, IC 2708.
Das Objekt wurde am 27. März 1906 von Max Wolf.